# Spergularia segetalis
Spergularia segetalis är en nejlikväxtart som först beskrevs av Carl von Linné, och fick sitt nu gällande namn av G. Don fil. Spergularia segetalis ingår i släktet rödnarvar, och familjen nejlikväxter. Inga underarter finns listade i Catalogue of Life.